# Natpis popa Tjehodraga
Natpis popa Tjehodraga (12. st.) jedan od najstarijih natpisa pisanih hrvatskom ćirilicom.
Natpis je pronađen 2003. godine tijekom arheoloških istraživanja na lokalitetu Podvornice u Lištanima na jugozapadnom dijelu Livanjskoga polja. Napisan je crkvenoslavenskim jezikom hrvatske redakcije i hrvatskom ćirilicom na dobro obrađenoj vapnenačkoj ploči koja je služila kao bočna ploča grobnice u kojoj su bile ukopane dvije osobe. Na poloči su urezana dva retka teksta s 15 slavenskih leksema koji u prijevodu na suvremeni hrvatski jezik glase:
Pretpostavlja se da je Tjehodrag bio pop glagoljaš, kojima ženidba u skladu s odredbama Prvog lateranskog sabora nije bila dopuštena, ali se na rubnim područjima prešutno dopuštala te se u tom okružju dugo vremena i prakticirala.